# Campus de Forlì
Le Campus de Forlì est l'un des campus qui accueillent l'Université de Bologne (Unibo). Auparavant, ce site décentralisé s'appelait Pôle scientifique et didactique de Forlì (Polo scientifico-didattico di Forlì en langue italienne) Il a changé de nom lors de l'entrée en vigueur du nouveau Statut de l'Université, approuvé le 27 juillet 2011.

## Histoire
En 1996 l'autonomie de l'Université fut approuvée, ayant comme objectif principal celui de faciliter le droit à l'éducation en fragmentant les « méga-universités », c'est-à-dire les universités qui dépassaient les 40 000 étudiants. Bien que d'autres grandes universités ont choisi de se diviser et de créer des universités plus petites, l'Université de Bologne a opté pour un système en réseau formé de plusieurs campus, avec la création de pôles dédiés à la didactique et à la recherche scientifique. Les campus de l'université de Bologne se trouvent presque tous en Romagne, sauf un campus en Argentine, à Buenos Aires.
Le pôle scientifique-pédagogique de Forlì a été officiellement reconnu comme structure décentralisée de l'Université de Bologne le 1er octobre 2001. Depuis 1989, Forlì accueillait déjà deux facultés : l'une était la faculté de Sciences Po axée sur la politique internationale et nommée après le sénateur de Forlì Roberto Ruffilli. L'autre était l'École supérieure de langues vivantes pour interprètes et traducteurs - SSLMIT (Scuola superiore di lingue moderne per interpreti e traduttori en langue italienne).
Par la suite, le campus élargit son offre, en proposant des programmes d'études dans quatre différentes facultés : les facultés d'Ingénierie et d'Économie s'ajoutèrent à la SSLMIT et à la Faculté de Sciences Po.
Aujourd'hui, existe aussi le Département d'études interdisciplinaires en traduction, langues et cultures (SITLeC), le seul département du Campus de Forlì, et le siège de Forlì du Centre linguistique universitaire.

## Le nouveau campus universitaire

Planimetrie du Campus de Forlì.

Le campus, construit à la place de l'ancien hôpital Giovan-Battista-Morgagni, se trouve dans le centre ville de Forlì. En font partie le bureau administratif, le cabinet des Vice-Présidents de la Faculté de Sciences Po et de la faculté de Langues et Littératures étrangères, interprétation et traduction, la Bibliothèque centrale Roberto-Ruffilli et les laboratoires informatiques et linguistiques. On y trouve le « Teaching Hub », un centre de 3 000 places pour les étudiants, qui compte plusieurs salles d'étude et qui est également utilisé par les différents cours à des fins d'enseignement. En outre, en décembre 2017 a été inauguré le parc du Campus, une nouvelle zone verte avec des chemins piétonniers et des espaces mis à disposition des étudiants et des citoyens.
Depuis janvier 2018, le Pavillon centrale relie le Campus au centre ville.

## Administration
Chaque Campus de l'Université de Bologne, y compris celui à Forlì, est composé d'un Conseil qui s'occupe de soutenir l'enseignement et la recherche de tous les départements,
Le Conseil est présidé par le Président du Campus qui représente l'Université juridiquement. Le Président est élu par les professeurs, les chercheurs, le personnel technico-administratif et les représentants des étudiants. Son mandat dure trois ans et il ne peut être renouvelé qu'une seule fois,

### Membres du Conseil du Campus
Le Conseil du Campus est composé du Président et :   
- des Directeurs des Départements dont le siège réside au Campus ;
- des Responsables des Unités organisationnelles de siège des Départements ;
- des Président des Écoles ou des Vice-Présidents ;
- des coordinateurs des Programmes d'Étude et des Cours du Doctorat ayant siège au Campus ; ainsi que des Directeurs des Centres de recherche interdépartemental ou des structures similaires ex.art.25 avec siège au Campus ;
- d'une représentation étudiante équivalent à 15% du nombre des membres du Conseil ;
- d'une représentation du personnel technique-administratif équivalent à 10% du nombre des membres du Conseil ;
- du Responsable administratif et financier du Campus ;
- du Représentant désigné par les collectivités locales ;
- du Représentant désigné par les collectivités de soutien.